# Take Him Home
Take Him Home (tradução portuguesa: "Leva-o para casa") foi a canção que representou a Irlanda no Festival Eurovisão da Canção 1988, interpretada em inglês pela banda Jump the Gun. Foi a décima canção a ser cantada na noite do festival, a seguir à canção vencedora Ne partez pas sans moi, interpretada por Céline Dion e antes da canção alemã, "Lied für einen Freund", interpretada por Maxi & Chris Garden. Terminou a competição e, oitavo lugar, tendo recebido um total de 79 pontos. A canção tinha letra e música de Peter Eades (um dos membros da banda) e foi orquestrada por Noel Kelehan.

## Letra
A canção é um apelo à unidade global, com o cantor exortando os seus ouvintes "que se encontrarem alguém , se for  alguém que tu conheças e se  ele necessitar leva-o para casa". Deste modo é sugerido um meio para ajudar os mais necessitados da sociedade.